# フローフォーミング
フローフォーミングとは、厚い板や塊に近い形状の金属を、材料の外側に配したローラーを位置制御しながら押し当てることにより、積極的に板厚に変化させる事によって様々な形に変化させる、冷間・温間・熱間で行われる塑性加工技術。
円筒や円盤形状の金属を薄く伸ばしたり、一箇所に集めて厚くしてみたり、あるいは裂いて拡げたりと、へら絞りやスピニング成型では出来ない複雑形状の形成が可能となる。